# クリスチャン・テイラー
クリスチャン・テイラー（Christian Taylor、1990年6月18日 - ）は、アメリカ合衆国の陸上競技選手。専門は三段跳。自己ベストは18ｍ21で世界歴代2位。

## 経歴
クリスチャン・テイラーはアメリカ合衆国ジョージア州のフェイエットヴィルで生まれた。高校生の頃、三段跳と400ｍでジョージア州の高校記録を樹立した。その後、2008年の学生室内陸上競技大会で400メートル競走と三段跳のハットトリックを果たした。
2009年にラナ・ライダー監督が就任したフロリダ大学に入学し、初年度は国内大会において三段跳と走幅跳、4×400mリレーの3タイトルを獲得した。 NCAA室内チャンピオンシップでは、三段跳で優勝し走幅跳で6位に入った。また、4×400mリレーで3位に入賞した。そしてNCAA室外選手権で三段跳で3位入賞を果たした。

## 自己ベスト

### 室外
| 種目   | 記録     | 風速   | 開催場所                      | 年月日 | 備考            |
| 100ｍ  | 10秒61   | +0.1ｍ | アメリカ合衆国Tallahassee, FL | 2012年 |                 |
| 200ｍ  | 20秒70   | +0.9ｍ | アメリカ合衆国Jacksonville    | 2013年 |                 |
| 400ｍ  | 45秒07   |        | Hengelo (NED)                 | 2018年 |                 |
| 走幅跳 | 8ｍ19cm  | +0.9ｍ | アメリカ合衆国Knoxville, TN   | 2010年 |                 |
| 三段跳 | 18ｍ21cm | +0.2ｍ | 中国                          | 2015年 | AR、世界歴代2位 |

### 室内
| 種目   | 記録     | 開催場所                  | 年月日 | 備考 |
| ------ | -------- | ------------------------- | ------ | ---- |
| 60ｍ   | 6秒79    | University Park, PA (USA) | 2011年 |      |
| 200ｍ  | 21秒60   | Gainesville, FL (USA)     | 2009年 |      |
| 400ｍ  | 47秒42   | New York, NY (USA)        | 2008年 |      |
| 走幅跳 | 8ｍ02cm  | Fayetteville, AR (USA)    | 2009年 |      |
| 三段跳 | 17ｍ63cm | Istanbul (TUR)            | 2012年 |      |